# Lunarit

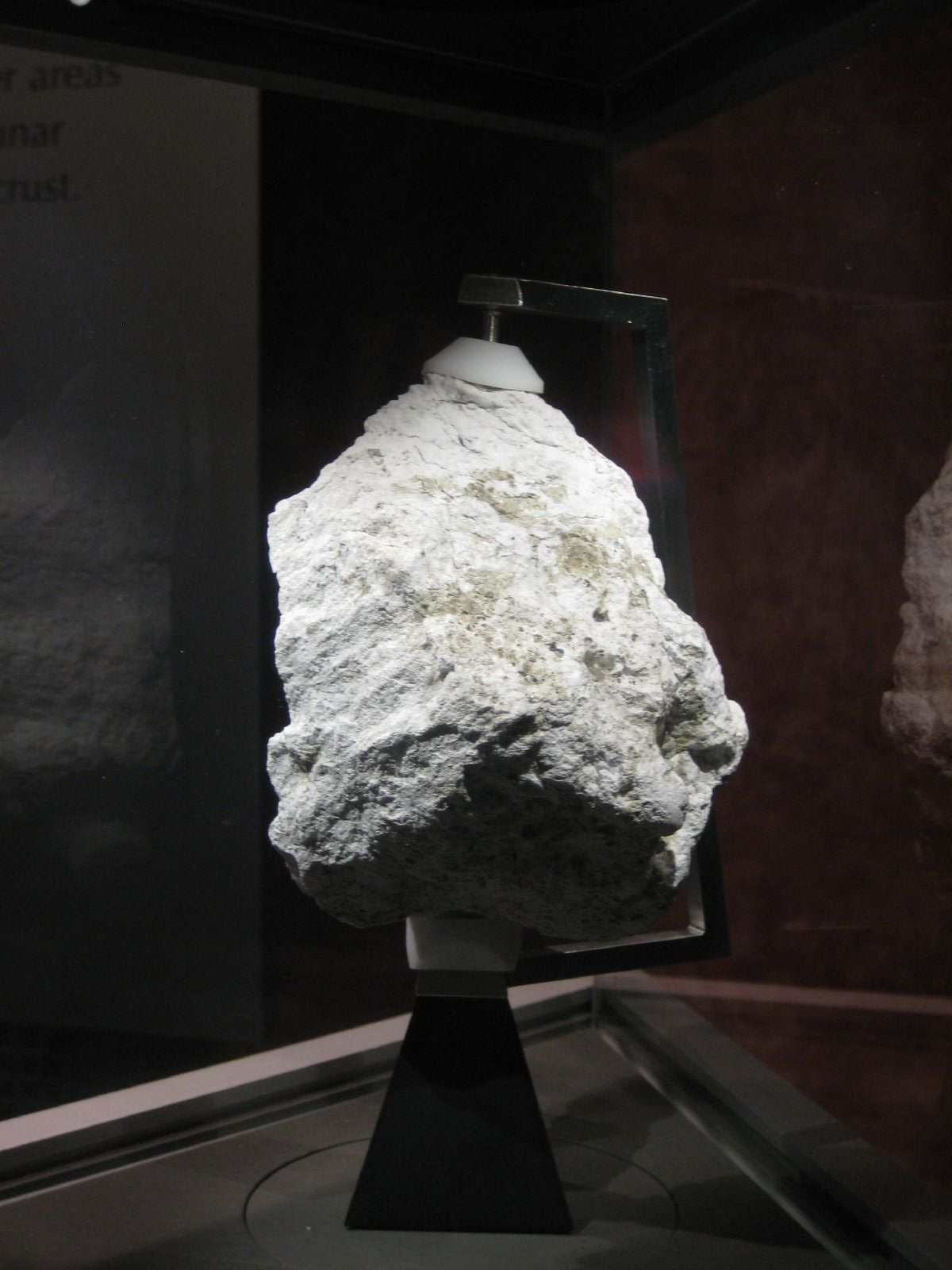
„Lunarit“: Anorthosit aus dem Descartes-Hochland

Lunarit ist die vom US-amerikanischen Geologen Josiah Edward Spurr (1870–1950) in seinem 1945 erschienenen Werk Geology Applied To Selenology geprägte Bezeichnung für das granitische Gestein, aus dem die von der Erde aus hell erscheinenden hochgelegenen Regionen des Mondes (Terrae) hauptsächlich bestehen sollten.
Dieser Bezeichnung zugrunde lag die (aus heutiger Sicht prinzipiell richtige) Vorstellung, die Oberfläche des Mondes sei ausschließlich magmatischen Ursprunges. Auf die Beschaffenheit der beiden unter anderem anhand ihrer Helligkeit voneinander unterscheidbaren geologischen Domänen des Mondes, Terrae und Maria, schloss Spurr durch Analogie zum Magmatismus auf der Erde. Dieser bringt vorwiegend zwei chemisch unterschiedliche Gesteinsfamilien hervor, die sich durch unterschiedliche Helligkeit auszeichnen: SiO2-reiche Granite bzw. Rhyolithe (hell) und SiO2-ärmere Basalte bzw. Gabbros (dunkel). Das dunkle Gestein der Maria des Mondes bezeichnete er entsprechend als Lunabas.
Die von Spurr entwickelten Hypothesen, die ausschließlich auf Fernbeobachtungen des Mondes beruhen und zudem im Kontext des damaligen Forschungsstandes zu sehen sind (u. a. der Noch-Nicht-Existenz der Impaktgeologie), konnten durch die ab 1969 erfolgten geologischen Untersuchungen im Rahmen des Apollo- und Luna-Programms nur teilweise bestätigt werden. So bestehen die hell erscheinenden Hochländer des Mondes laut der Analysen des zur Erde gebrachten Mondgesteins nicht aus granitischem Material, sondern überwiegend aus wesentlich SiO2-ärmerem Anorthosit-Norit-Gestein. Unter anderem deshalb wird die Bezeichnung „Lunarit“ in der modernen Mondforschung nicht mehr benutzt.